# Суків
Суків (словац. Sukov) — село в Словаччині, Меджилабірському окрузі Пряшівського краю. Розташоване в північно-східній частині Словаччини.

## Історія
Давнє лемківське село. Вперше згадується у 1557 році.

## Пам'ятки
У селі є греко-католицька церква святого Миколая з 1660 року в стилі ренесансу, перебудована у першій третині 18 століття в стилі бароко, з 1963 року національна культурна пам'ятка та православна церква святих Семи Почетників з 20 століття.

## Населення
| Рік:            | 1994. | 2004.   | 2014.   | 2024.    |
| --------------- | ----- | ------- | ------- | -------- |
| Кількість осіб: | 138   | 137     | 127     | 149      |
| Різниця:        |       | -0,72 % | -7,29 % | +17,32 % |

| Рік:            | 2023. | 2024.   |
| --------------- | ----- | ------- |
| Кількість осіб: | 148   | 149     |
| Різниця:        |       | +0,67 % |

В селі проживає 118 осіб.
Національний склад населення (за даними останнього перепису населення — 2001 року):
- словаки — 53,59 %
- русини — 35,29 %
- українці — 7,19 %
- цигани (роми) — 2,61 %
- чехи — 1,31 %

Склад населення за приналежністю до релігії станом на 2001 рік:
- греко-католики — 49,02 %,
- православні — 45,10 %,
- римо-католики — 4,58 %.